# Сазерленд, Билл
Уи́льям Фре́йзер Са́зерленд (англ. William Fraser Sutherland; 10 ноября 1934, Реджайна — 9 апреля 2017, Виннипег) — канадский хоккеист, центральный нападающий. Выступал на профессиональном уровне в период 1955—1974 годов, представлял такие клубы Национальной хоккейной лиги как «Монреаль Канадиенс», «Филадельфия Флайерз», «Торонто Мейпл Лифс», «Сент-Луис Блюз» и «Детройт Ред Уингз». Является автором первой заброшенной шайбы в истории «Филадельфия Флайерз».
Также известен как хоккейный тренер.

## Биография
Билл Сазерленд родился 10 ноября 1934 года в городе Реджайна провинции Саскачеван, Канада.
Начинал спортивную карьеру в команде «Сен-Бонифас Канадиенс», выступавшей в Юниорской хоккейной лиге Манитобы, в дебютном сезоне 1954/55 набрал 60 очков в 25 играх. Перейдя на взрослый уровень, выступал в нескольких второстепенных лигах, сменив достаточно много разных клубов, в том числе представлял «Цинциннати Мохокс», «Монреаль Ройалс», «Кливленд Баронс», «Рочестер Американс», «Квебек Эйсес». В сезоне 1962/63 наконец дебютировал в Национальной хоккейной лиге, сыграв два матча плей-офф за «Монреаль Канадиенс», однако из-за череды травм вскоре выбыл из состава команды и вернулся обратно в «Квебек Эйсес».
По-настоящему карьера Сазерленда в НХЛ началась в 1967 году, когда он перешёл в новосозданный клуб «Филадельфия Флайерз». Именно он забросил первую шайбу в истории «Флайерз», это произошло в матче против «Калифорния Силз», проигранном со счётом 1:5. Также он стал первым хоккеистом в истории лиги, забросившим две первых шайбы НХЛ на двух новых аренах в одном сезоне — второй гол был оформлен уже спустя пять дней в противостоянии с «Питтсбург Пингвинз», причём заброшенная шайба стала здесь решающей, «Флайерз» выиграли со счётом 1:0 (это была первая официальная шайба в стенах новой филадельфийской ледовой арены «Спектрум»).
На следующий сезон через внутренний драфт Сазерленда выбрали в команду «Миннесота Норт Старз», хотя в действительности ему так и не пришлось представлять эту франшизу, так как в конечном счёте он заключил сделку с «Торонто Мейпл Лифс». Проведя в «Торонто» 44 игры, вернулся обратно в «Филадельфию», где оставался ещё в течение трёх лет.
Сезон 1970/71 провёл в команде «Сент-Луис Блюз», и это был один из самых успешных периодов в его спортивной карьере — Сазерленд неизменно выходил на лёд в качестве нападающего основного состава, провёл в регулярном чемпионате 68 игр и набрал в общей сложности 39 очков — самый высокий его показатель в НХЛ.
Последний раз выступал в НХЛ в сезоне 1971/72 за команду «Детройт Ред Уингз», но каких-то выдающихся результатов здесь на показал, провёл только пять игр, в которых набрал два очка.
Завершал карьеру профессионального хоккеиста в небольшом клубе «Виннипег Джетс», выступавшем во Всемирной хоккейной ассоциации. Покинул команду после сезона 1973/74.
Закончив карьеру спортсмена, некоторое время работал на спортивных телевидении и радио, а в 1979 году был приглашён на должность помощника главного тренера «Виннипег Джетс». После трёх поражений подряд руководство уволило действующего главного тренера Тома Макви, и Сазерленд занял его место. Тем не менее, в сезоне 1980/81 он оставался на посту главного тренера только в течение 29 игр, затем вновь стал помощником, оставаясь в клубе в общей сложности более десяти лет. В сезоне 1989/90 также исполнял роль помощника главного тренера в команде «Мэн Мэринерз», выступавшей в Американской хоккейной лиге, после чего ушёл на пенсию.
Умер 9 апреля 2017 года в городе Виннипег провинции Манитоба в возрасте 82 лет.